# Peixonauta - O Filme
Peixonauta - O Filme é um filme de animação brasileiro de 2018 dirigido por Kiko Mistrorigo, Célia Catunda e Rodrigo Eba e com roteiro escrito por Marcus Aurelius Pimenta.

## Sinopse
O protagonista, Peixonauta, é um peixe astronauta membro da Organização Secreta para Total Recuperação Ambiental (abreviado como "O.S.T.R.A."), que ajuda a solucionar mistérios. Ele e seus amigos, a garota Marina e o macaco Zico, saem do parque em que vivem para procurar o avô da menina, Doutor Jardim, e seus primos Pedro e Juca, mas descobrem que todos os habitantes encolheram. Seu objetivo é desvendar a causa do fenômeno e salvar a população de desaparecer completamente. Parte do filme é ambientado em São Paulo, com cenas no Parque Ibirapuera, Avenida Água Espraiada, Avenida Paulista e outros.

## Elenco
Apresenta-se a seguir o elenco de Peixonauta - O Filme.
- Peixonauta — Fábio Lucindo
- Marina — Fernanda Bullara
- Zico — Celso Alves
- Agente Rosa — Jussara Marques

## Antecedentes e produção
Peixonauta - O Filme é baseado na série de televisão Peixonauta, de 2009, uma produção da TV PinGuim em associação com o canal Discovery Kids. O filme foi dirigido por Célia Catunda, Kiko Mistrorigo e Rodrigo Eba, sendo que os dois primeiros são os criadores da série. Além disso, foi escrito por Marcus Aurelius Pimenta. No dia 9 de novembro de 2012, foi lançado o primeiro filme baseado na série, Peixonauta - Agente Secreto da O.S.T.R.A. Foi informado que um filme em 3D já estava em produção, com lançamento previsto para 2013. O filme teve um orçamento estimado em 5,6 milhões de reais, com financiamento do Banco Nacional de Desenvolvimento Econômico e Social (BNDES) e da Petrobras. A produção começou em 2011, mas a equipe teve dificuldades para fechar acordo com uma distribuidora, justificando a demora de sete anos até seu lançamento. No final, aceitaram distribuir o filme pela Riofilme.

## Lançamento e bilheteria
Peixonauta - O Filme foi lançado mais tarde que o esperado devido à dificuldade de encontrar uma distribuidora. A primeira data de lançamento prevista para o filme foi 2013, e, mais tarde, 20 de julho de 2017, mas nenhuma previsão ocorreu. Um trailer foi divulgado no dia 18 de dezembro. Em 19 de janeiro de 2018, um clipe do filme foi liberado. Peixonauta - O Filme foi lançado no dia 25 de janeiro de 2018 para noventa salas de cinema. No total, o filme teve 22 144 espectadores e uma renda bruta de 300 329 reais, colocando-o na posição 31 do ranking de público dos títulos brasileiros lançados naquele ano.

## Recepção
| Críticas profissionais | Críticas profissionais |
| Pontuações agregadas   | Pontuações agregadas   |
| Fonte                  | Avaliação              |
| ---------------------- | ---------------------- |
| AdoroCinema            | [ 13 ]                 |
| Avaliações da crítica  |                        |
| Fonte                  | Avaliação              |
| AdoroCinema            | [ 7 ]                  |
| Ccine10                | [ 14 ]                 |
| Cineweb                | [ 4 ]                  |
| Folha de S.Paulo       | [ 15 ]                 |
| O Globo                | [ 16 ]                 |
| Papo de Cinema         | [ 17 ]                 |
| Veja São Paulo         | [ 18 ]                 |

Em geral, Peixonauta - O Filme teve recepção mista dos críticos. Com base em cinco críticas da imprensa, o AdoroCinema deu uma nota média de três estrelas, num máximo de cinco.